# Матвєєв Дмитро Петрович
Дмитро Петрович Матвєєв (біл. Дзмітрый Пятровіч Мацвееў; нар. 2 травня 1916 — пом. не раніше 2002) — радянський футболіст, півзахисник, тренер.

## Життєпис
Дмитро Матвєєв народився 2 (15 — за новим стилем) травня 1916 року у Москві.
В юності став учнем слюсаря на московському 1-му шарикопідшипниковому заводі.
Грав у футбол на позиції півзахисника. У 1931-1933 роках виступав за московську «Паризьку комуну».
У середині 30-х років тренувався із московським «Спартаком», проте не виходив на поле у матчах чемпіонату СРСР. Грав за клубну команду червоно-білих у чемпіонаті Москви.
У 1937-1939 роках перебував на терміновій армійській службі. Закінчив Вищу школу тренерів.
У 1939—1940 роках захищав кольори мінського «Динамо», куди прийшов на запрошення однокурсника з ВШТ Михайла Чуркіна, який очолив команду. По ходу сезону 1940 року після відставки Чуркіна призначений граючим тренером. Сезон 1941 року розпочав у складі харківського «Спартака», який виступав у групі «А», провів 5 матчів.
Брав участь у Німецько-радянській війна. Воював у складі танкового полку, брав участь в обороні Москви, дійшов до Кенігсберга.
1945 року відновив кар'єру гравця. До 1953 року виступав за мінський ТДВ/ОБОЧА, у тому числі з 1949 року був граючим старшим тренером.
У 1956 році тренував мінський «Спартак», вигравши з ним зональний турнір класу «Б» і піднявши команду в клас «А», але в сезоні-57 після низки невдалих матчів був звільнений з посади.
Надалі працював у футбольній школі молоді у Мінську.
Нагороджений медалями «За відвагу», «За бойові заслуги», знаком почесного ветерана білоруського футболу №1.
Помер не раніше 2002 року.